# Кордегардия у Петербургской заставы

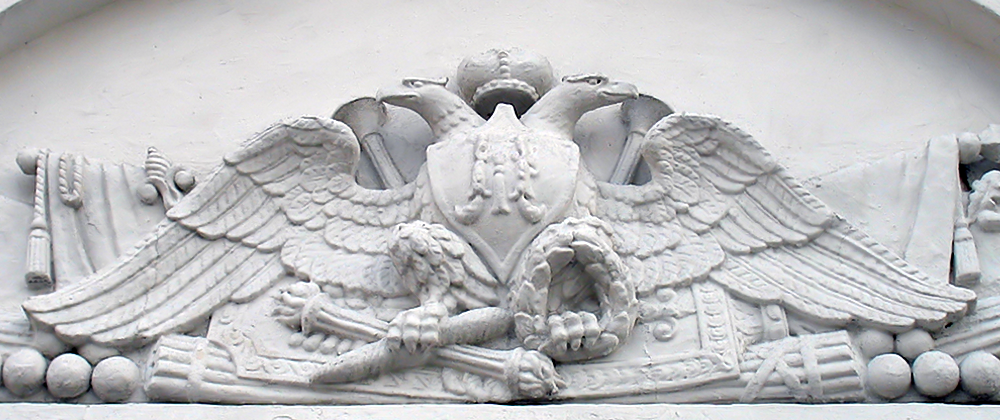
Вензель Николая I

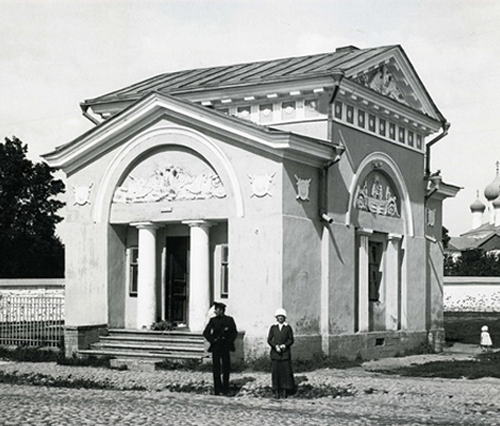
Кордегардия, 1912 год

Кордегардия у Петербургской заставы — помещение для караульных, отмечавшее границы города Новгорода со стороны Санкт-Петербурга. Расположена на Большой Санкт-Петербургской улице в линии Окольного города.

## История
В 1763 году вышел указ Екатерины II «О сделании всем городам, их строению и улицам специальных планов по каждой губернии особо». «Комиссия каменного строения Санкт-Петербурга и Москвы» разработала генеральный план Новгорода, который был утвержден 16 июня 1778 года.
Наряду с застройкой главных улиц и прилегающих площадей внимание уделялось оформлению «ворот» в город: со стороны Москвы, Петербурга и Пскова возникли заставы, контролирующие въезд в Новгород и выезд из него.
В 1834 году два каменных караульных здания, со стороны Санкт-Петербурга, были перестроены. Об этом свидетельствует обнаруженный специалистами в архивах РГВИА «Проект перестройки и улучшения фасадов двух каменных караульных домов при заставе у С-Петербургского въезда в г. Новгород». На чертеже имеется подпись директора работ, генерал-майора Ф. И. Рерберга; до обнаружения документов Кушниром Г. К. Лукомский предполагал, что автором может быть К. И. Росси.
В итоге перестройки ранее невыразительные караульные домики стали «подлинным украшением города».
Караульни располагались с обеих сторон дороги, к полотну которой непосредственно примыкала чугунная ограда с фонарными столбами, а между ними — шлагбаум. Здесь караульные солдаты проверяли документы у въезжавших в Новгород.
К настоящему времени от комплекса сооружений Петербургской заставы сохранилось только одно из двух зданий кордегардии.
В конце мая — начале июля 2017 года в здании размещался предвыборный штаб российского оппозиционного политика Алексея Навального.

## Описание
Декоративное оформление фасадов кордегардии решено в стиле русского классицизма.
Северный и южный фасады здания решены одинаково. Оба фасада в центре имеют по арочной нише, оформленной двумя пилястрами дорического ордера, между которыми расположено окно. Верхняя часть ниши декорирована барельефом в виде герба Новгорода. Над её архивольтом проходит декорированный фриз с триглифами и метопами с розетками.
Верх фасадов завершают треугольные фронтоны. Тимпаны фасадов украшены горельефом двуглавого орла со щитом, на котором изображён вензель Николая I.
В западном фасаде, выходящем на дорогу, находится главный вход в кордегардию, который украшает полуциркульная лоджия с двумя колоннами дорического ордера. Верхняя часть лоджии декорирована таким же горельефом, что и фронтоны.
По краям фасады украшают лепные круглые щиты с перекрещенными за ними мечами.